# 星际旅行与星球大战的比较
《星艦奇航記》和《星球大战》都是知名的科幻系列，影迷和媒体也经常比较这两个系列的相同点和不同点。这两个科幻系列因为其流行程度很高，对主流文化有很大的影响，故影迷和媒体偏爱拿这两个系列进行比较。《星际旅行》和《星球大战》都是非常成功的科幻系列，拥有价值上亿美元的知识产权和数以百万计的观众。

## 比较
《星球大战》的灵感来源于1940年代的一部系列漫畫《飞侠哥顿》，主要讲述主角在善与恶中挣扎。《星际旅行》主题则为探索和冒险，在剧中也会包含一些哲学和理想化的主义，并描绘未来人类乌托邦式的美好生活。《星球大战》的创作者乔治·卢卡斯的创作灵感来源于亚瑟王、贝奥武甫和现实世界中的一些宗教信仰；而《星际旅行》的创作者吉恩·罗登伯里的灵感则来源于《格列佛游记》这样的探索文学。然而，《星际旅行》和《星球大战》之间也有一些相似之处，例如在《星际旅行：初代》系列中扮演柯克舰长的威廉·夏特纳就曾在拍摄星际旅行电影系列时借鉴《星球大战》的经验。
《哈佛緋紅》（哈佛大学学生报）的文章曾提出，《星际旅行》系列中的斯波克配柯克舰长的设定类似于《星球大战》中韩·索罗配卢克·天行者的设定。在两个不同的科幻系列中，两组角色的人物设定都有相似之处。美国科幻作家大卫·布林则以道德和政治的角度比较了《星际旅行》和《星球大战》，他认为《星际旅行》系列中包含了哲理、道德、社会制度等方面的内容；而《星球大战》则有些精英主义，并向观众传达了精神方面的内容。
《星际旅行》和《星球大战》角色之间虽有相似之处，但还是有很大不同。很多科幻爱好者认为《星际旅行》是虚构未来，而《星球大战》则有些幻想成分。对于两个系列向观众传达的信息，《纽约时报》曾刊登过一篇文章称：
|  | 《星际旅行》的影迷经常围绕星际旅行的科技进行讨论，因为在《星际旅行》的世界裡展示了很多的未来科技。与之相比，在《星球大战》的世界裡的科技是不可能成立的，每个人都知道知道一点，但是没人在乎，因为整个《星球大战》系列根本不是在讲科技的事情，而是在向观众展示剧中的人物个性，他们的精神。人们不会去争论《星球大战》裡第二个死星如何运作，人们只会讨论摧毁掉死星是否符合道德标准。 |

《丹佛邮报》则认为《星球大战》裡的华丽武器、打斗场面与《星际旅行》中的乌托邦式生活、公正、意识形态是没有办法比较的。該报还认为《星球大战》中的精神和《星际旅行》中的情感与逻辑是互补的。
2001年，一部名为《星球大战 VS 星际旅行》的纪录片正式公布，在这部纪录片中对《星际旅行》和《星球大战》进行了比较，还简短的介绍了两部科幻系列的发展历史和影迷。